# Richard Tanne
Pour les articles homonymes, voir Tanne (homonymie).
Richard Tanne, né à Livingston (New Jersey) le 4 février 1985, est un réalisateur, scénariste, producteur et acteur américain.

## Filmographie partielle

### Réalisateur
- 2015 : You Never Left (court métrage)
- 2016 : First Date (Southside With You)
- 2020 : Les Désaccords du cœur

### Scénariste
- 2016 : First Date (Southside With You)
- 2020 : Les Désaccords du cœur

### Acteur
- 2014 : Worst Friends : Jake